# Fenestron
Fenestron (fantail) – typ wirnika ogonowego śmigłowców w postaci wielołopatowego wentylatora zabudowanego w stateczniku pionowym.

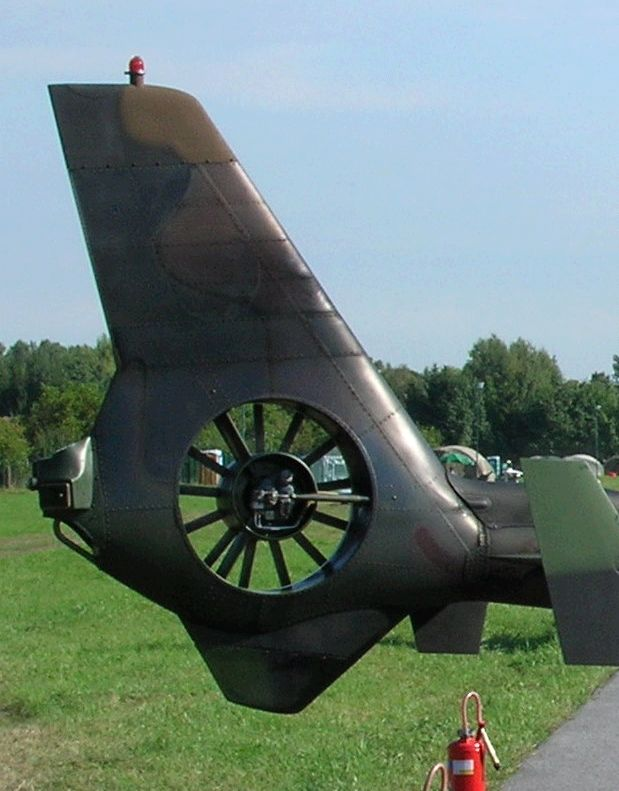
Fenestron

Fenestron to francuskie określenie okrągłego okna zazwyczaj montowanego na strychach, a także typu wirnika ogonowego o wyglądzie przypominającym takie okienko.
Koncepcja wirnika ogonowego w postaci wentylatora została opracowana przez francuską firmę Sud Aviation (która później weszła w skład Aérospatiale) i pierwszy raz zastosowana w śmigłowcu Gazelle w 1968 roku. Zazwyczaj wirnik składa się z 10 do 15 łopatek osadzonych na wspólnym wieńcu w obudowie tunelowej, ułatwiającej wygenerowanie strumienia powietrza równoważącego reakcję momentu obrotowego wirnika głównego. Wirniki fenestron są około 25% wydajniejsze niż klasyczne wirniki ogonowe o tej samej średnicy. Sterowanie kątem nachylenia łopat wirnika wentylatorowego odbywa się w taki sam sposób jak klasycznego – poprzez orczyk poruszany nogami pilota.

## Zalety wirnika fenestron
- zminimalizowanie podatności na uszkodzenia przez uderzenie w przeszkody terenowe
- zwiększenie bezpieczeństwa ludzi mogących znaleźć się w sąsiedztwie wirnika
- większa wydajność, a co za tym idzie mniejsze wymiary wirnika fenestron
- mniejsze drgania i hałas niż w wirniku klasycznym
- łatwiejsze sterowanie śmigłowcem w osi pionowej (większa zwrotność)

## Wady wirnika fenestron
- większa masa
- większy opór powietrza na grubym stateczniku pionowym

Obecnie wirniki tego typu są stosowane m.in. w niektórych śmigłowcach produkowanych przez konsorcjum Eurocopter Group (w którego skład wchodzi Aérospatiale) np. Eurocopter EC135, a także jako Fantail (ang. wentylator ogonowy) w zamkniętym amerykańskim projekcie śmigłowca bojowego RAH-66 Comanche.